# Estación de Yamagata
La estación de Yamagata (山形駅, Yamagata-eki) es una estación de tren en Yamagata, prefectura de Yamagata, Japón, operada por East Japan Railway Company (JR East).

## Líneas
A la estación de Yamagata llegan las siguientes líneas.
- Shinkansen Yamagata
- Línea principal Ōu
- Línea Senzan
- Línea Aterazawa

## Diseño de la estación

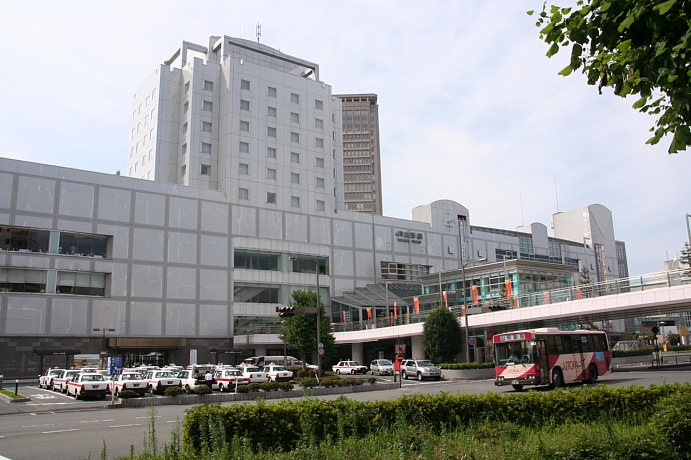
Entrada este de la estación de Yamagata en agosto de 2006.

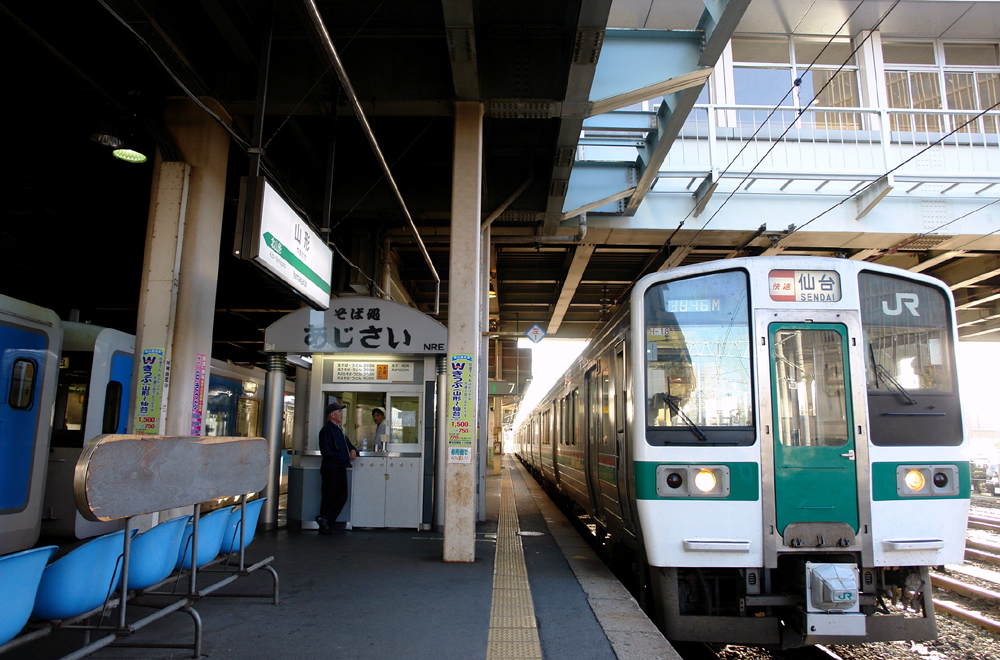
Andenes de la estación de Yamagata.

La estación cuenta con una taquilla con personal "Midori no Madoguchi" y una agencia de viajes View Plaza.

### Andenes
| Vías | Líneas              | Relaciones                                                                   |
| ---- | ------------------- | ---------------------------------------------------------------------------- |
| 1, 2 | Yamagata Shinkansen | para Fukushima, Utsunomiya, Ōmiya y Tokio. para Sakurambo-Higashine, Shinjō. |
| 3, 4 | Línea Yamagata      | para Tendō, Sakurambo-Higashine y Shinjō. para Yonezawa y Fukushima.         |
| 5    | Andén especial      | para trenes y servicios adicionales.                                         |
| 6    | Línea Aterazawa     | para Sagae y Aterazawa.                                                      |
| 7    | Línea Senzan        | para Yamadera, Ayashi y Sendai.                                              |

## Historia
La estación de Yamagata se inauguró el 11 de abril de 1901. Con la privatización de JNR el 1 de abril de 1987, la estación pasó a estar bajo el control de JR East.
Los servicios de Yamagata Shinkansen comenzaron el 1 de julio de 1992. A partir del 4 de diciembre de 1999, los servicios de Yamagata Shinkansen se ampliaron hasta la estación de Shinjō.

## Estadísticas de pasajeros
En el ejercicio 2012, la estación fue utilizada por una media de 10.860 pasajeros diarios (solo pasajeros embarcados). Las cifras de pasajeros de años anteriores son las que se muestran a continuación.
| Año fiscal | Media diaria |
| ---------- | ------------ |
| 2000       | 11.800       |
| 2005       | 11.096       |
| 2010       | 10.562       |
| 2011       | 10.518       |
| 2012       | 10.860       |

## Entorno
- Oficina de la ciudad de Yamagata
- Museo de Arte de Yamagata
- Museo Histórico Mogami Yoshiaki
- Ayuntamiento de Yamagata
- Instituto Yamagata Gakuin
- Escuela Secundaria Yamagata No. 3